# Никола Дъбов
Никола Маринов Дъбов е български революционер, деец на Вътрешната македоно-одринска революционна организация.

## Биография
Роден е в 1866 година в лозенградското село Маджура, тогава в Османската империя. Присъединява се към ВМОРО. В 1903 година участва в Илинденско-Преображенското въстание. Участва в избиването на турците в Маджура, в сражението при село Курфоколиба, при Инеада и други. По-късно се установява в Свободна България.
На 28 февруари 1943 година, като жител на Бургас, подава молба за българска народна пенсия. Молбата е одобрена и пенсията е отпусната от Министерския съвет на Царство България.